# Fotbal na Madeiře
Na ostrově Madeira se fotbal hrál poprvé v roce 1895 v obci Camacha (bylo to i první utkání v Portugalsku).
Ve Funchalu byla roku 1925 zahájena stavba fotbalového stadionu v místě zvaném Campo dos Barreiros. Dokončena byla v červnu 1927. Koncem třicátých let 20. století začala přestavba tohoto stadionu na víceúčelové sportoviště. Dokončena byla roku 1957, od kdy nese název Estádio dos Barreiros. Kapacita stadionu je 9000 diváků. Je omezena polohou ve svahu. Z tribun je výhled na oceán a na blízké hory. Stadion je ve vlastnictví madeirské regionální vlády.

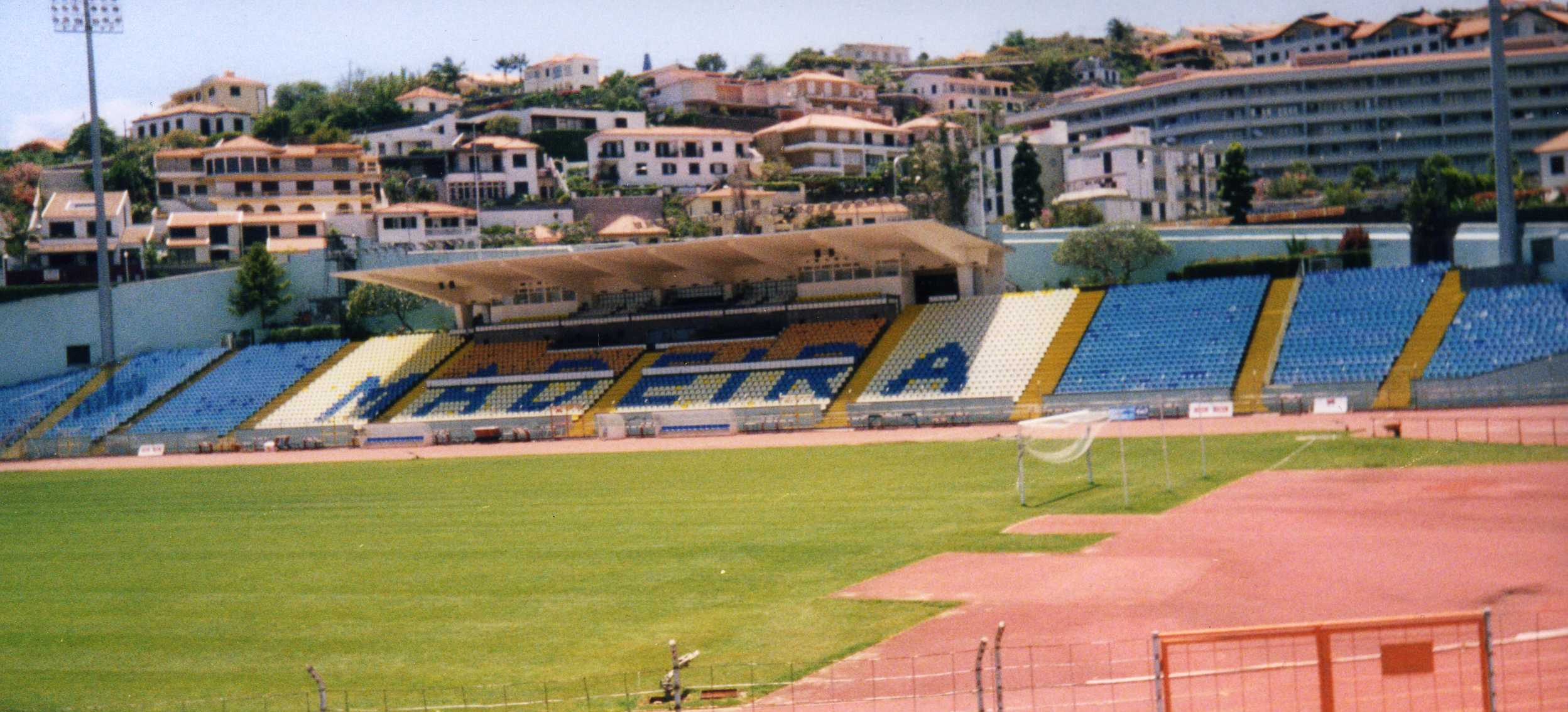
Estadio dos Barreiros

Asi do roku 2000 existoval ve Funchalu stadion s názvem Campo do Almirante Reis umístěný na nábřeží nedaleko přístavu. Na jeho místě pak byla postavena stanice lanovky, parkoviště a veřejný park. Z komplexu zůstalo malé fotbalové hřiště, dosud užívané, maximálně pro 3000 diváků, známé jako Campo do Adelino Rodrigues.
V severní části Funchalu v obvodě Choupana je ve výstavbě stadion s názvem Estádio da Madeira (původně známý pod názvem Estádio Eng. Rui Alves nebo lidově Estádio da Choupana). Tento stadion pojme 5100 diváků. Je situován do takzvaného C.D Nacional Sport City, kde jsou i tréninková hřiště a Cristiano Ronaldo Academy Campus (Cristiano Ronaldo se narodil ve Funchalu).

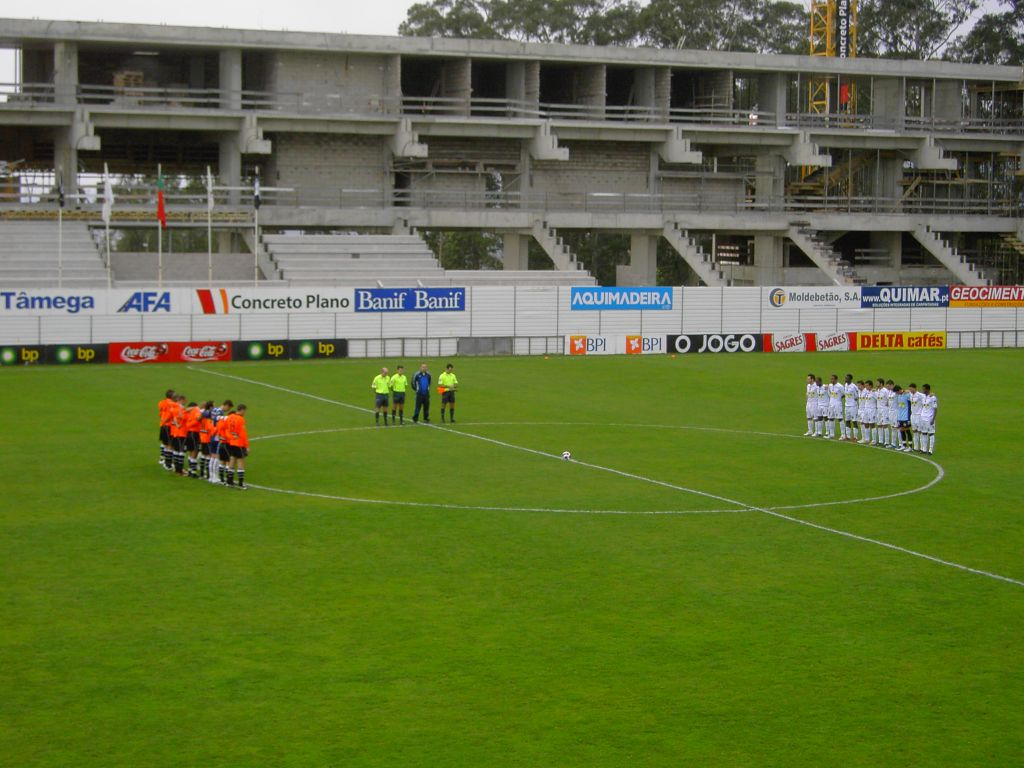
Estádio da Madeira

Ve fázi přípravy projektu je stadion Estádio do Marítimo pro 10 000+ diváků, který by měl být postaven na pláži Formosa v západní části Funchalu. Dokončen by měl být roku 2015.

## Madeirské fotbalové kluby
- Club Sport Marítimo (založen 1910) je největším klubem na ostrově
- Clube Desportivo Nacional (založen 1910)[2]
- Clube de Futebol União (založen 1913)[3]